# Ane Mällberg
Ane Victoria Ness Mällberg (* 14. Dezember 1992) ist eine ehemalige norwegische Handballspielerin, die aktuell als Handballtrainerin tätig ist. Seit dem Saisonbeginn 2020/21 ist sie mit einem Alter von 27 Jahren die jüngsten Erstligatrainerin seit Bestehen der norwegischen Eliteserien.

## Karriere

### Als Spielerin
Mällberg lebte in ihrer Kindheit anfangs in Førde und Sandnes, bevor sie im Alter von 11 Jahren mit ihren Eltern nach Vormsund zog. In Vormsund spielte sie Fußball bei Funnefoss/Vormsund IL. Über Freunde gelangte sie im Alter von 13 Jahren zum Handball. Mällberg übte anfangs beide Sportarten parallel aus und entschied sich später für den Handballsport. Sie erlernte das Handballspielen bei Raumnes & Årnes IL. Später schloss sich Mällberg Fjellhammer IL an, für den sie bis zu ihrem 18. Lebensjahr auflief. Daraufhin wechselte sie zu Njård IL an. Noch im Alter von 18 Jahren zog sie sich eine schwere Knieverletzung zu. Nach der insgesamt siebten Operation entschied sie sich für ein Karriereende. Ein Versuch von Mällberg, mehrere Jahre später noch einmal auf das Handballfeld zurückzukehren, verlief erfolglos.

### Als Trainerin
Mällberg war während ihrer aktiven Zeit bei Fjellhammer IL im Verein als Co-Trainerin einer Jungenmannschaft tätig. Nach ihrem Karriereende absolvierte sie eine Ausbildung zur Sportlehrerin und machte ihren Trainerschein. Nachdem Mällberg eine Mädchenmannschaft bei Skedsmo HK trainiert hatte, übernahm sie eine Mädchenmannschaft beim Lillestrøm Håndballklubb. In der Spielzeit 2017/18 trainierte sie die U18-Mannschaft von Aker Topphåndball, die bei der Norgesmesterskap die Silbermedaille gewann.
Mällberg war ab 2018 als Co-Trainerin beim norwegischen Zweitligisten Rælingen Håndballklubb tätig. Zusätzlich trainierte sie dort die 2. Damenmannschaft. Zur Saison 2020/21 übernahm sie die erste Mannschaft von Rælingen, die nach dem coronabedingten Saisonabbruch im Frühling 2020 per Verbandentscheid direkt in die höchste norwegische Spielklasse aufstieg. Zusätzlich gehört sie dem Trainerteam der Jugendnationalmannschaft an. Am 18. Oktober 2020 siegte Rælingen erstmals unter ihrer Leitung in der Eliteserien. Seit dem 1. Juni 2021 trainiert sie gemeinsam mit Gro Hammerseng-Edin die weibliche Jugendnationalmannschaft des Jahrgangs 2006.
Im Juni 2021 wurde die Erstligamannschaft von Rælingen Håndballklubb aus dem Verein ausgegliedert und tritt seitdem als eigenständiger Verein Romerike Ravens an, der von Ane Mällberg trainiert wird. Im ersten Jahr startete die Damenmannschaft verhalten in die Saison, jedoch stabilisierte sich unter ihrer Leitung die Leistung der Mannschaft, sodass Romerike im Saisonverlauf kontinuierlich seine Tabellenposition verbessern konnte. Am Ende der Grundserie 2021/22 belegte Romerike den sechsten Platz und qualifizierte sich für die Play-offs. Nach der Saison 2023/24 verließ sie die Romerike Ravens und übernahm den Ligakonkurrenten Byåsen IL.